# When We Stand Together
Singles de Nickelback
This Afternoon
(2010) Bottoms Up
(2011)
When We Stand Together est le vingt-neuvième single du groupe Nickelback et le premier de l'album Here and Now sorti en 2011.

## Classements hebdomadaires
| Classement (2011-2012)             | Meilleure position |
| ---------------------------------- | ------------------ |
| Allemagne (Media Control AG)       | 6                  |
| Australie (ARIA)                   | 22                 |
| Autriche (Ö3 Austria Top 40)       | 8                  |
| Belgique (Flandre Ultratip 100)    | 34                 |
| Canada (Hot 100)                   | 10                 |
| Danemark (Tracklisten)             | 34                 |
| États-Unis (Hot 100)               | 44                 |
| États-Unis (Adult Pop Songs)       | 12                 |
| États-Unis (Adult Contemporary)    | 13                 |
| États-Unis (Pop Airplay)           | 30                 |
| Europe (Hot 100)                   | 10                 |
| Finlande (Suomen virallinen lista) | 2                  |
| Japon (Hot 100)                    | 16                 |
| Norvège (VG-lista)                 | 11                 |
| Pays-Bas (Nederlandse Top 40)      | 12                 |
| Pays-Bas (Single Top 100)          | 33                 |
| Royaume-Uni (UK Singles Chart)     | 41                 |
| Royaume-Uni (UK Rock Chart)        | 1                  |
| Suède (Sverigetopplistan)          | 11                 |
| Suisse (Schweizer Hitparade)       | 6                  |

## Certifications
| Pays                  | Certification | Unités certifiées |
| --------------------- | ------------- | ----------------- |
| Allemagne (BVMI)      | Or            | 150 000           |
| Australie (ARIA)      | Platine       | 70 000            |
| Canada (Music Canada) | Platine       | 80 000            |
| Danemark (IFPI)       | Or            | 15 000            |
| Finlande (IFPI)       | Or            | 5 782             |
| Royaume-Uni (BPI)     | Argent        | 200 000           |
| Suisse (IFPI)         | Or            | 15 000            |

Streaming
| Pays            | Certification | Unités certifiées |
| --------------- | ------------- | ----------------- |
| Danemark (IFPI) | Platine       | 900 000           |

## Liste des chansons
| 1.   | When We Stand Together | 3:10 |
| 3:10 |                        |      |